# Federico Cervi
Federico Cervi (né le 9 juillet 1961 à Brescia) est un escrimeur italien pratiquant le fleuret. 

## Biographie
Federico Cervi remporte trois médailles d’or lors des Championnats du monde ainsi que 4 autres médailles. Il participe aux Jeux olympiques de 1980, malgré le boycott partiel italien, en s’y classant 21e sur 37. 
Il remporte la Coupe du monde d'escrime en individuel en 1986.